# Hasan İzzet Pascha

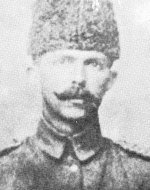
Hasan İzzet Pascha

Hasan İzzet Pascha (auch Arolat, * 1871 in İstanbul; † 3. März 1931) war ein osmanischer General während des Ersten Weltkrieges, Befehlshaber der Dritten Armee und Lehrer Enver Paschas.

## Leben
İzzet kam 1871 im Istanbuler Stadtteil Aksaray auf die Welt. Er absolvierte 1890 die Militärschule  (Kara Harp Okulu) und 1893 die Militärakademie (Kara Harp Akademisi).
Am 14. April 1894 wurde er von Sultan Abdülhamid II. in die 4. Abteilung beordert. Am 12. Mai 1895 tat er seinen Dienst während einer Stabsreise nach Skopje (Üsküp). Seit dem 29. Oktober 1896 arbeitete er in der Militärschule (Harp Okulu).
Nachdem er 1897 zum Major befördert worden war, trat er seinen Dienst in der Elasson-Armee (Alasonya Ordusu) an. Hasan İzzet war während des Türkisch-Griechischen Krieges Kommandeur der 2. Neşet-Bey-Division (2. Neşet Bey tümeni) und kämpfte an der Domokos-Front und Çatalca-Front.
Am 17. Juli 1897 wurde Hasan İzzet nach İstanbul beordert und zum Kommandeur der Grenztruppen zu Griechenland ernannt. Ab dem 30. November 1897 war İzzet Schulinspektor in Edirne. Ab dem 21. März 1898 war er Lehrer für Taktik (tabiye) an der Militärschule (Harp Okulu). Ab dem 26. März 1906 arbeitete er in der 4. Abteilung des Kriegsministeriums (Erkânı Harbiye). İzzet beteiligte sich 1907 mit einem Freund am Militärischen Manöver in Rumänien. Er war kurzzeitig (25. Juni 1908) auch im Militärgericht (Askeri Mahkeme) tätig.
Im April 1909 wurde er Kommandeur der 17. Kavallerie-Division. 1911 wurde er zum Kommandeur der I. Division des I. Korps beordert. Während des Balkan-Krieges 1912 war er Kommandeur der 9. Division. Am 19. Dezember 1912 wurde er zum Brigadegeneral ernannt und trat seinen Dienst als Kommandeur der 18. Debre-Division an. Am 24. Dezember 1913 wurde Hasan İzzet Pascha zum Kommandierenden General des neu eingerichteten III. Korps ernannt. 
Nach der Mobilmachung 1914 beorderte Sultan Mehmed V. ihn zum Befehlshaber der Dritten Armee. Hasan İzzet Pascha fürchtete im Hintergrund der unüberlegten und schnellen Änderungen in der Heeresführung während der Vorbereitungen zur Schlacht von Sarıkamış, dass Enver Pascha voreilig zum Angriff übergehen könnte. Daher gab er am 18. Dezember 1914 seinen Posten als Befehlshaber der Dritten Armee auf.

## Auszeichnungen
- Mecidi Nişanı V. Klasse am 8. September 1894
- Osmani Nişanı IV. Klasse am 18. September 1899
- Goldene Liakat-Medaille im Jahre 1900
- Einen rumänischen Orden II. Klasse am 4. August 1907
- Mecidi Nişanı IV. Klasse am 21. Dezember 1909
- Bulgarischer Orden (1910) (verliehen von Ferdinand I. während seines Istanbul-Besuches)

## Beförderungen
- Hauptmann (Yüzbaşı) am 24. März 1893
- ? (Kolağası) am 7. Mai 1895
- Major (Binbaşı) am 21. April 1897
- Oberstleutnant (Yarbay) am 2. Oktober 1900
- Oberst (Albay) am 23. April 1905
- Brigadegeneral (Tuğgeneral) am 19. Dezember 1912
- Generalmajor (Tümgeneral) am 1. Oktober 1915